# Златното дете
„Златното дете“ (на английски: The Golden Child) е американска комедия от 1986 г., режисирана от Майкъл Ричи. 

## Сюжет
Внимание:  Текстът по-долу разкрива сюжета на произведението (или части от него)!
В един манастир в Тибет сред милите и грижовни монаси живее Златното дете, изпратено на Земята от Бог, за да спаси хората от силите на злото. Един ден в храма нахлуват злодеи под ръководството на демона Сардо Нумспа. Те убиват всички монаси, отвличат детето и го отвеждат в Лос Анджелис. Невъзможно е да се убие дете, докато не съгреши, и затова негодниците го държат в желязна клетка и го изкушават по всякакъв възможен начин, провокирайки го да извърши лошо дело.
В същото време защитниците на Златното дете активно го търсят. Едно от тях, смело момиче на име Кий Нанг, търси помощ от Чандлър Джарел, социален работник, специализиран в намирането на изчезнали деца. Нанг съобщава на Джарел, че той е „избраният“ и че е предопределен да спаси отвлеченото дете. Отначало Чандлър не вярва на историите на Кий за демона и Златното дете, но постепенно се убеждава, че всичко това е истина.
Изведнъж самият Сардо Нумспа се обръща към Чандлър. Той предлага да замени Златното дете за камата на Аджанти. Джарел и Кий отиват в Непал, където с големи трудности и след много смъртоносни изпитания, Чандлър успява да се сдобие с желаната кама. Обратно в Лос Анджелис, Джарел се опитва да направи размяна, но Сардо Нумспа и неговите привърженици го нападат, опитвайки се да отнемат камата. Кий защитава Чандлър, но едва не е убит от стрелата на демона. И ако Джарел не убие Сардо Нумспа и не спаси Златното дете преди залез слънце на следващия ден, тогава Нанг ще умре.
По това време един от злодеите е твърде близо до клетката със Златното дете и детето успява да го докосне. Случва се магия и злодеят веднага преминава на страната на доброто. В същото време в къщата, където е клетката, нахлува Чандлър, който успява да намери леговището на демона. Чандлър и детето успяват да избягат, но те са преследвани от Сардо Нумспа, който е загубил човешката си форма и се е превърнал в истинско крилато чудовище. Джарел се бие с демона и го убива с кинжала на Аджанти. Златното дете докосва Кий и я възкресява.

## Актьорски състав
| Актьор           | Роля                                                                               |
| ---------------- | ---------------------------------------------------------------------------------- |
| Еди Мърфи        | Чандлър Джарел – социален работник, който търси изчезнали деца                     |
| Чарлс Данс       | Сардо Нумспа – зъл демон                                                           |
| Шарлот Луис      | Кий Нанг – един от защитниците на Златното дете                                    |
| Жасмин Рит       | Златното дете – дете със свръхсила, което е изпратено от Бог да спаси човечеството |
| Виктор Вонг      | Старият Гупа – главен отец на храма                                                |
| Джеймс Хонг      | Д-р Хонг – един от защитниците на Златното дете                                    |
| Рандал Крейг Коб | Тил – помощник на Сардо Нумспа, който преминава на страната на доброто             |
| Шакти Чен        | Кала – наполовина жена, наполовина дракон                                          |
| Мерилин Шрефлър  | гласът на Кала                                                                     |
| Тау Лого         | Ю – помощник на Сардо Нумспа                                                       |
| Ким Дук          | Хан – помощник на Сардо Нумспа                                                     |
| Понс Маар        | Фу – помощник на Сардо Нумспа                                                      |
| Питър Куонг      | Томи Тонг – бандит, който помага на Сардо Нумспа                                   |
| Уоли Тейлър      | детектив Богс                                                                      |
| Ерик Дъглас      | Жълт дракон                                                                        |
| Чарлз Левин      | телевизионен водещ                                                                 |
| Франк Уелкър     | гласът на Нещото и Тъмният Лорд                                                    |

## Интересни факти
- Камата Аджанти не е същата като във филма Сянката (с участието на Алек Болдуин), но и двете са базирани на тибетската Фурба кама.
- Джон Карпентър трябвало да режисира филма, но впоследствие напуска.
- Актьорът Мел Гибсън е бил първоначално избран за главната роля, но тъй като бил ангажиран, продуцентите избрали Еди Мърфи и променили жанра на филма от драма в комедия.
- Филмът има голям успех, като събира само в САЩ $79 817 937[1], което го прави осмия най-печеливш филм за 1986 г. Обаче в сравнение с предния филм на Мърфи е разочарование, тъй като Ченгето от Бевърли Хилс събира $234 760 478[2] само в американския бокс офис.
- Ролята на „Златното дете“ – главната мъжка роля – всъщност е изпълнена от 7-годишното момиче Жасмин Рит. Тази ѝ роля е нейната първа и единствена.
- Къщата, в която отсяда героят на Еди Мърфи след завръщането си от Непал, е същата, в която тренира Стивън Сегал, след като излезе от комата си в „Труден за убиване“.
- Първоначално филмът е композиран от известния Джон Бари. Създателите на филма обаче не харесват неговата музика по време на пост продукцията и той е заменен от Мишел Коломбие.
- В тийзъра на филма няма нито един кадър от самия филм. В този тийзър Мърфи, придвижвайки се през виелица, се оплаква, че на „избрания“ е можело да направят круиз на Бахамите, а не да бъде завличан в студения Непал.
- Поради желанието си да участва в „Златното дете“, Еди Мърфи отхвърля предложението за участие в „Стар Трек IV: Пътуване към вкъщи“.
- Еди Мърфи наистина иска филмът да е режисиран от Джордж Милър заради славата на „Лудия Макс“ и „Зоната на здрача: Филмът“. Между тях обаче възниква конфликт и Милър отказа да участва в този проект. Вместо това Милър режисира легендарния филм „Вещиците от Истуик“.